# Bleší cirkus

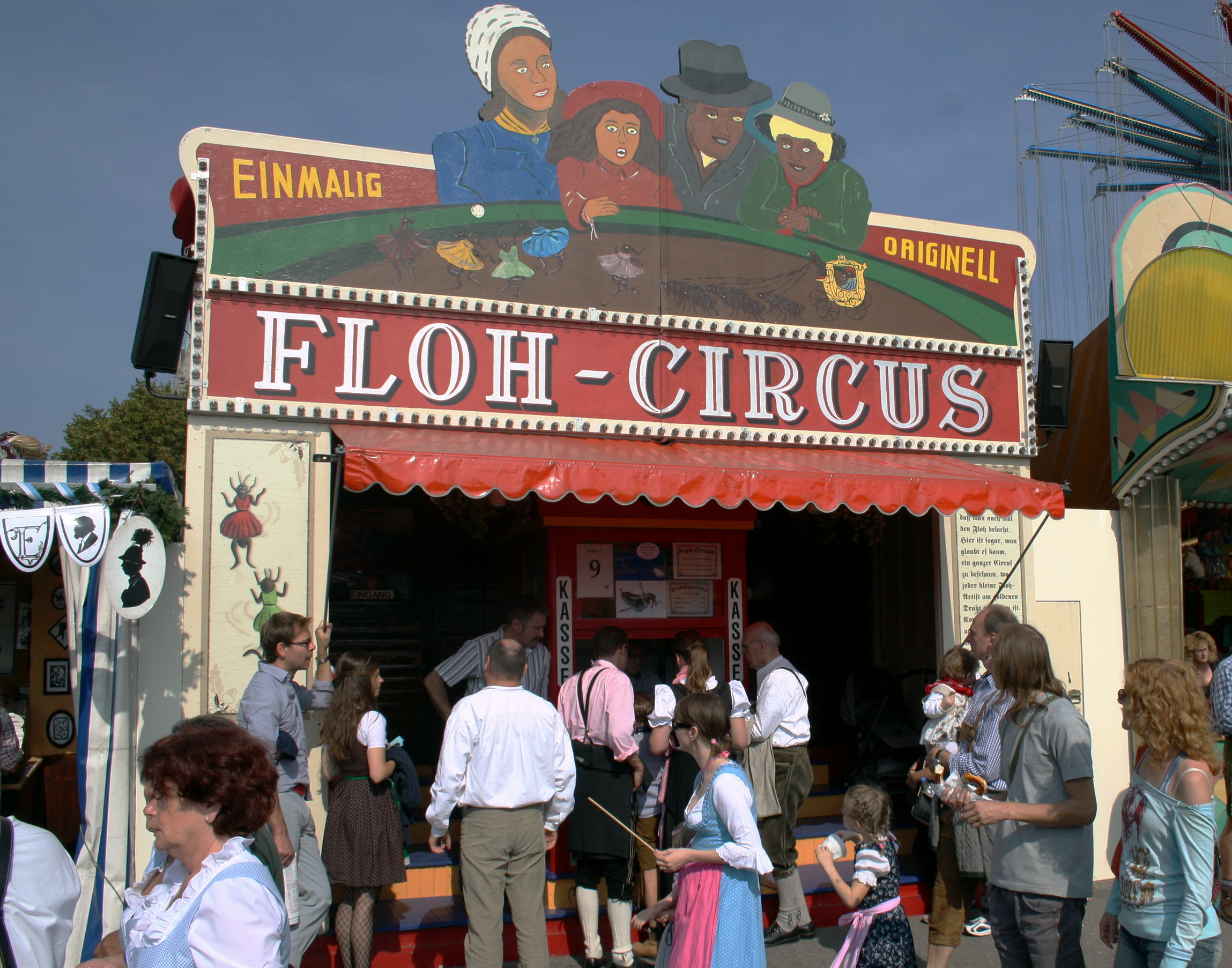
Bleší cirkus na Oktoberfestu v Mnichově

Bleší cirkus je pouťová atrakce s dlouhou historií. Ve skutečnosti se blechy mající krátký život necvičí, ale pečlivě se oddělí jedinci lezoucí a skákající. Po rozdělení je blechám navléknut na krk obojek z jemného zlatého drátu. Skákající blechy kopají do malých lehkých míčků, lezoucí blechy tlačí autíčka nebo roztáčejí miniaturní ruské kolo.
Některé bleší cirkusy vypadají, jako když v nich účinkují živé blechy, jsou však plné mechanických, elektrických a magnetických zařízení.